# 울프 화학상
다음은 울프상 화학 분야 수상자 목록이다.

## 역대 수상자 목록
| 연도      | 이름                    | 국적          | 업적 |
| 1978      | 칼 제라시               | 오스트리아    | 생물유기화학 연구, 새로운 분광 기술 적용, 국제 협력 지원 |
| 1979      | 허먼 프랜시스 마크      | 오스트리아    | 천연 및 합성 폴리머의 구조와 거동을 이해하는 데 기여한 공로 |
| 1980      | 헨리 아이링             | 멕시코        | 절대 속도 이론의 개발과 화학적 및 물리적 과정에 대한 상상의 적용 |
| 1981      | 조셉 채트               | 영국          | 합성 전이 금속 화학, 특히 전이 금속 수소화물 및 이질소 착물에 대한 선구적이고 근본적인 기여                                                                                   |
| 1982      | 존 폴라니               | 헝가리/캐나다 | 적외선 화학발광 기술을 개발하고 화학 레이저를 구상하여 화학 반응을 전례 없이 자세하게 연구한 공로                                                                             |
| 1982      | 조지 C. 피멘텔          | 미국          | 매트릭스 분리 분광법의 개발과 광분해 레이저 및 화학 레이저의 발견 |
| 1983/1984 | 허버트 S. 구토우스키    | 미국          | 화학에서 핵자기공명 분광법의 개발 및 응용에 대한 선구적인 작업 |
| 1983/1984 | 하든 M. 맥코넬          | 미국          | 상자성 공명 분광법을 통한 분자의 전자 구조 연구와 스핀 라벨 기술의 도입 및 생물학적 응용                                                                                      |
| 1983/1984 | 존 S. 워                | 미국          | 고체의 고해상도 핵 자기 공명 분광법에 대한 기본적인 이론 및 실험적 기여 |
| 1984/1985 | 루돌프 마커스           | 캐나다/미국   | 화학 동역학, 특히 단분자 반응 및 전자 이동 반응 이론에 대한 공헌 |
| 1986      | 일라이어스 제임스 코리  | 미국          | 많은 고도로 복잡한 천연 제품의 합성에 대한 뛰어난 연구와 그러한 합성에 대한 새로운 사고방식의 입증                                                                            |
| 1986      | 알버트 에센모저         | 스위스        | 천연물, 특히 비타민 B12의 형성을 위한 합성, 입체 화학 및 반응 메커니즘에 대한 뛰어난 연구                                                                                     |
| 1987      | 데이비드 칠튼 필립스    | 영국          | 단백질 X선 결정학 및 효소 구조와 작용 메커니즘 규명에 기여한 공로 |
| 1987      | 데이비드 머빈 블로우    | 영국          | 단백질 X선 결정학 및 효소 구조와 작용 메커니즘 규명에 기여한 공로 |
| 1988      | 조슈아 요르트너         | 이스라엘      | 분자 시스템에서 에너지 획득 및 처리를 설명하는 예리한 이론적 연구와 동적 선택성 및 특이성에 대한 메커니즘 연구                                                                |
| 1988      | 라파엘 데이비드 레빈    | 이스라엘      | 분자 시스템에서 에너지 획득 및 처리를 설명하는 예리한 이론적 연구와 동적 선택성 및 특이성에 대한 메커니즘 연구                                                                |
| 1989      | 둘리오 아리고니         | 스위스        | 효소 반응의 메커니즘과 천연물, 특히 생명의 색소의 생합성을 규명하는 데 근본적인 기여                                                                                          |
| 1989      | 앨런 R. 배터스비        | 영국          | 효소 반응의 메커니즘과 천연물, 특히 생명의 색소의 생합성을 규명하는 데 근본적인 기여                                                                                          |
| 1990      | 수상자 없음             | 수상자 없음   | 수상자 없음 |
| 1991      | 리하르트 R. 에른스트    | 스위스        | NMR 분광법, 특히 푸리에 변환 및 2차원 NMR에 대한 혁신적인 공헌 |
| 1991      | 알렉산더 파인즈         | 로디지아/미국 | NMR 분광법, 특히 다중 양자 및 고속 NMR에 대한 혁신적인 공헌 |
| 1992      | 존 포플                 | 영국          | 이론 화학, 특히 효과적이고 널리 사용되는 현대 양자 화학 방법을 개발하는 데 탁월한 공헌을 한 공로                                                                              |
| 1993      | 아메드 즈웨일           | 이집트/미국   | 레이저 펨토화학 개발 |
| 1994/1995 | 리차드 러너             | 미국          | 촉매 항체를 개발하여 고전적인 화학 절차로는 달성할 수 없는 것으로 간주되는 화학 반응의 촉매 작용을 가능하게 한 공로                                                           |
| 1994/1995 | 피터 슐츠               | 미국          | 촉매 항체를 개발하여 고전적인 화학 절차로는 달성할 수 없는 것으로 간주되는 화학 반응의 촉매 작용을 가능하게 한 공로                                                           |
| 1995/1996 | 길버트 스톡             | 미국          | 복잡한 분자, 특히 다당류 및 기타 많은 생물학적 및 의학적으로 중요한 화합물의 합성에 새로운 길을 열어준 새로운 화학 반응을 설계하고 개발한 공로                                |
| 1995/1996 | 사무엘 J. 다니셰프스키  | 미국          | 복잡한 분자, 특히 다당류 및 기타 많은 생물학적 및 의학적으로 중요한 화합물의 합성에 새로운 길을 열어준 새로운 화학 반응을 설계하고 개발한 공로                                |
| 1996/1997 | 수상자 없음             | 수상자 없음   | 수상자 없음 |
| 1998      | 게르하르트 에르틀       | 독일          | 일반적으로 표면 과학 분야에 대한 뛰어난 공헌과 특히 단결정 표면에서 불균일 촉매 반응의 기본 메커니즘을 설명한 공로                                                            |
| 1998      | 가보르 A. 소모르자이    | 헝가리/미국   | 일반적으로 표면 과학 분야에 대한 뛰어난 공헌과 특히 단결정 표면에서 불균일 촉매 반응의 기본 메커니즘을 설명한 공로                                                            |
| 1999      | 레이몬드 르뮤           | 캐나다        | 올리고당의 연구 및 합성과 생물학적 시스템의 분자 인식에서 올리고당의 역할 설명에 대한 근본적이고 중요한 공헌                                                                  |
| 2000      | 프랭크 앨버트 코튼      | 미국          | 단일 또는 다중 결합으로 직접 연결된 금속 원자의 쌍 및 클러스터를 기반으로 하는 전이 금속 화학의 새로운 단계 개척                                                              |
| 2001      | 앙리 카간               | 프랑스        | 키랄 분자 합성을 위한 비대칭 촉매를 개발하는 선구적이고 창의적이며 중요한 작업을 통해 근본적이고 실용적인 중요성을 지닌 새로운 제품을 만드는 인류의 능력을 크게 향상시킨 공로 |
| 2001      | 노요리 료지             | 일본          | 키랄 분자 합성을 위한 비대칭 촉매를 개발하는 선구적이고 창의적이며 중요한 작업을 통해 근본적이고 실용적인 중요성을 지닌 새로운 제품을 만드는 인류의 능력을 크게 향상시킨 공로 |
| 2001      | 칼 배리 샤플리스        | 미국          | 키랄 분자 합성을 위한 비대칭 촉매를 개발하는 선구적이고 창의적이며 중요한 작업을 통해 근본적이고 실용적인 중요성을 지닌 새로운 제품을 만드는 인류의 능력을 크게 향상시킨 공로 |
| 2002/2003 | 수상자 없음             | 수상자 없음   | 수상자 없음 |
| 2004      | 해리 B. 그레이          | 미국          | 생체 무기 화학 분야의 선구자적 연구, 단백질 구조의 새로운 원리 및 장거리 전자 전달을 밝힌 공로                                                                                |
| 2005      | 리차드 제어             | 미국          | 레이저 기술의 독창적인 응용, 분자의 복잡한 메커니즘 식별 및 분석 화학에서의 사용                                                                                              |
| 2006/2007 | 아다 요나트             | 이스라엘      | 펩타이드 결합 형성의 리보솜 기계와 광합성의 빛 구동 기본 프로세스에 대한 독창적인 구조적 발견                                                                                 |
| 2006/2007 | 조지 페헤르             | 미국/헝가리   | 펩타이드 결합 형성의 리보솜 기계와 광합성의 빛 구동 기본 프로세스에 대한 독창적인 구조적 발견                                                                                 |
| 2008      | 윌리엄 머너             | 미국          | 분자 및 세포 영역에서 복잡한 물질 시스템에 이르기까지 나노 범위에 영향을 미치는 단일 분자 분광학 및 전기화학과 같은 새로운 과학 분야의 독창적인 창조를 한 공로                |
| 2008      | 알렌 바드               | 미국          | 분자 및 세포 영역에서 복잡한 물질 시스템에 이르기까지 나노 범위에 영향을 미치는 단일 분자 분광학 및 전기화학과 같은 새로운 과학 분야의 독창적인 창조를 한 공로                |
| 2009      | 수상자 없음             | 수상자 없음   | 수상자 없음 |
| 2010      | 수상자 없음             | 수상자 없음   | 수상자 없음 |
| 2011      | 스튜어트 A. 라이스      | 미국          | 합성, 속성 및 유기 물질의 이해 분야에서 화학 과학에 대한 심오한 창의적 기여                                                                                                   |
| 2011      | 칭완탕                  | 미국          | 합성, 속성 및 유기 물질의 이해 분야에서 화학 과학에 대한 심오한 창의적 기여                                                                                                   |
| 2011      | 크리스토프 마탸셰프스키 | 폴란드/미국   | 합성, 속성 및 유기 물질의 이해 분야에서 화학 과학에 대한 심오한 창의적 기여                                                                                                   |
| 2012      | 폴 알리비사토스         | 미국          | 나노과학의 구성 요소로서 콜로이드 무기 나노결정을 개발하고 이러한 입자의 합성을 제어하고 물리적 특성을 측정하고 이해하는 데 근본적인 기여를 한 공로                           |
| 2012      | 샤를 리버               | 미국          | 나노화학, 특히 단결정 반도체 나노와이어의 합성, 나노와이어의 기본 물리적 특성 특성화, 전자공학, 포토닉스 및 나노의학에 대한 응용 분야에 대한 중요한 공헌                      |
| 2013      | 로버트 랭거             | 미국          | 제어된 약물 방출 시스템과 새로운 생체 재료를 모두 제공하는 고분자 화학의 발전을 구상하고 구현한 공로                                                                          |
| 2014      | 웡 치웨이               | 대만/미국     | 복잡한 올리고당과 글리콜-단백질의 프로그래밍 가능하고 응용된 합성을 위한 혁신적인 방법 개발에 대한 수많은 독창적인 공헌.                                                      |
| 2015      | 수상자 없음             | 수상자 없음   | 수상자 없음 |
| 2016      | 키리아코스 니콜라우     | 키프로스/미국 | 화학 합성 분야를 극한의 분자 복잡성으로 발전시키고 구조와 기능을 연결하고 화학, 생물학 및 의학의 인터페이스에 대한 지배력을 확장한 공로                                       |
| 2016      | 스튜어트 슈라이버       | 미국          | 중요하고 새로운 치료법으로 이어진 신호 전달 및 유전자 조절의 논리에 대한 화학적 통찰력을 개척하고 소분자 탐침의 발견을 통해 화학 생물학 및 의학을 발전시킨 공로               |
| 2017      | 로버트 버그만           | 미국          | 가용성 유기 금속 착물에 의한 탄화수소의 탄소-수소 결합 활성화 반응 발견 |
| 2018      | 오마르 야기             | 요르단/미국   | MOF(금속-유기 프레임워크) 및 COF(공유 유기 프레임워크)를 통해 망상 화학을 개척한 공로                                                                                         |
| 2018      | 후지타 마코토           | 일본          | 큰 다공성 복합체로 이어지는 금속 지향 조립 원리를 고안한 공로 |
| 2019      | 슈테판 부크왈드         | 미국          | 광범위하게 적용할 수 있고 이전에 알려지지 않은 효율성과 정밀도로 모든 종류의 탄소-헤테로원자 결합을 형성할 수 있는 전이 금속 촉매 절차의 개발을 개척                          |
| 2019      | 존 하트윅               | 미국          | 광범위하게 적용할 수 있고 이전에 알려지지 않은 효율성과 정밀도로 모든 종류의 탄소-헤테로원자 결합을 형성할 수 있는 전이 금속 촉매 절차의 개발을 개척                          |
| 2020      | 수상자 없음             | 수상자 없음   | 수상자 없음 |
| 2021      | 레슬리 라이세로비치     | 이스라엘      | 유기 결정의 구조에 대한 3차원 분자 구조의 기본적인 상호 영향을 공동으로 확립한 공로                                                                                           |
| 2021      | 메이르 라하브           | 이스라엘      | 유기 결정의 구조에 대한 3차원 분자 구조의 기본적인 상호 영향을 공동으로 확립한 공로                                                                                           |
| 2022      | 보니 바슬러             | 미국          | 세포 통신의 화학을 이해하고 그러한 생물학적 과정에서 탄수화물, 지질 및 단백질의 역할을 연구하기 위한 화학적 방법론을 발명하는 데 중요한 기여                                  |
| 2022      | 캐럴린 R. 버토지        | 미국          | 세포 통신의 화학을 이해하고 그러한 생물학적 과정에서 탄수화물, 지질 및 단백질의 역할을 연구하기 위한 화학적 방법론을 발명하는 데 중요한 기여                                  |
| 2022      | 벤자민 F. 크라바트      | 미국          | 세포 통신의 화학을 이해하고 그러한 생물학적 과정에서 탄수화물, 지질 및 단백질의 역할을 연구하기 위한 화학적 방법론을 발명하는 데 중요한 기여                                  |
| 2023      | 허촨                    | 미국          | RNA와 단백질의 기능과 병리학적 기능 장애를 밝히는 선구적인 발견과 인간 질병을 개선하기 위한 새로운 방식으로 이러한 바이오폴리머의 기능을 활용하는 전략을 만든 공로            |
| 2023      | 스가 히로아키           | 일본          | RNA와 단백질의 기능과 병리학적 기능 장애를 밝히는 선구적인 발견과 인간 질병을 개선하기 위한 새로운 방식으로 이러한 바이오폴리머의 기능을 활용하는 전략을 만든 공로            |
| 2023      | 제프리 W. 켈리          | 미국          | RNA와 단백질의 기능과 병리학적 기능 장애를 밝히는 선구적인 발견과 인간 질병을 개선하기 위한 새로운 방식으로 이러한 바이오폴리머의 기능을 활용하는 전략을 만든 공로            |